# Långasjö
Långasjö è un'area urbana della Svezia situata nel comune di Emmaboda, contea di Kalmar.
La popolazione risultante dal censimento 2010 era di 348 abitanti.